# Monoglicèrid

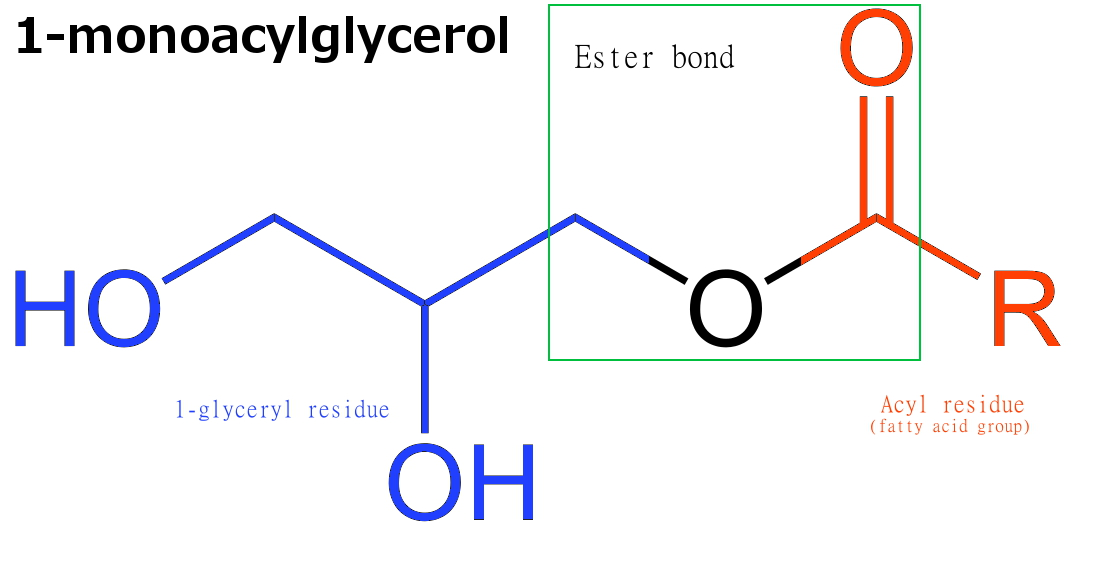
Estructura molecular de l’1-monoacilglicerol

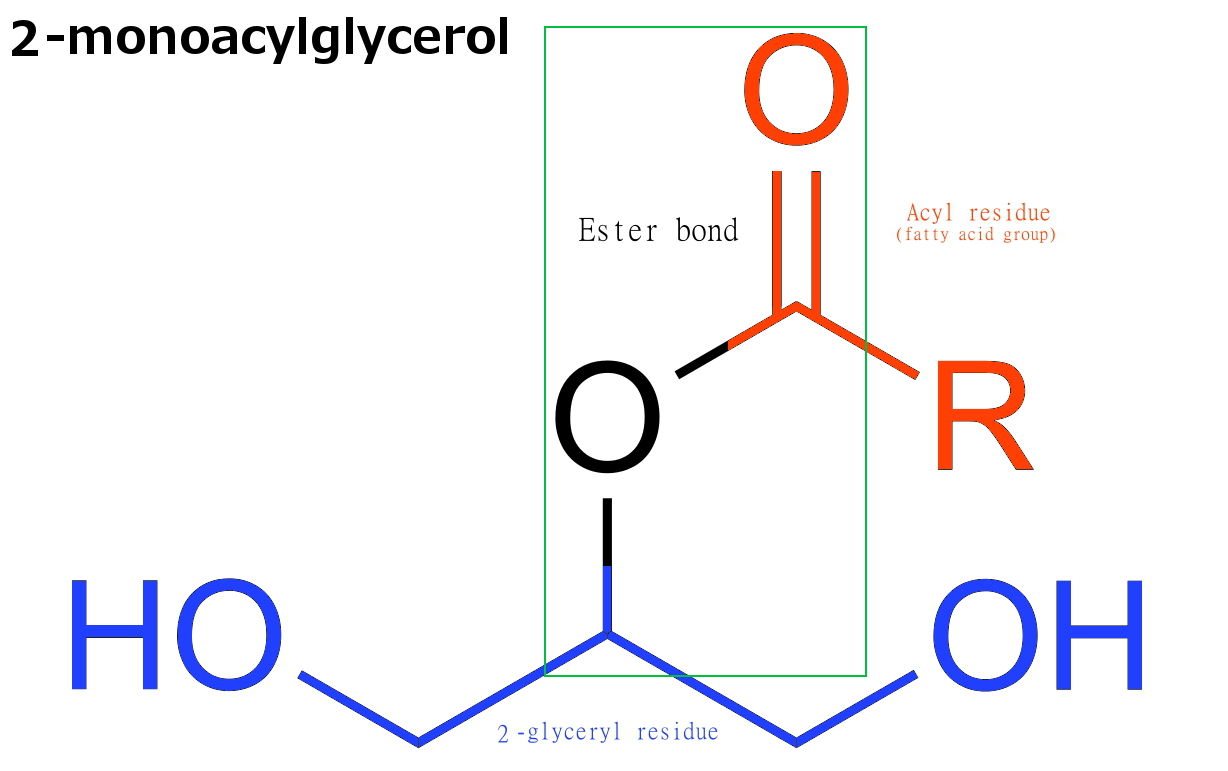
Estructura molecular de 2-monoacilglicerol

Un monoglicèrid, conegut amb més correcció com un monoacilglicerol, és un glicèrid que consta d'una cadena d'àcid gras enllaçat covalentment a una molècula de glicerol a través d'un enllaç èster.
A grans trets els monoglicèrids es poden dividir en dos grups; 1-monoacilglicerols i 2-monoacilglicerols, depenent de la posició de l'enllaç èster en el grup funcional del glicerol.
Els monogliceros es poden formar tant químicament per la indústria com en processos biològics. Es formen bioquímicament via l'alliberament d'àcids grassos del diacilglicerol per l'enzim diacilglicerol lipasa. Els monoacilglicerols es degraden per la monoacilglicerol lipasa.
Mono- i diglicèrids s'afegeixen de forma comuna a productes comercials alimentaris en petites quantitats. Ells fan d'emulsidors, ajudant a mesclar productes com l'oli i l'aigua que d'altra manera no ho farien pràcticament.
La font comercial pot ser o bé animal (per exemple el llard) o vegetal, i també es poden produir de manera sintètical. Sovint es troben en productes dels pans, begudes, gelats, xiclets, la margarina i altres. Quan es fan servir en els pans i els seus derivats els monoglicèrids milloren la pujada del volum quan fermenten i creen una crosta tova i llisa..
Unl monoacilglicerol especial el, 2-aracquidonoilglicerol, és un complet agonista dels receptors de cannabionides. Una altra monoacilglicerol important és el 2-oleoilglicerol, el qual és l'agonista del GPR119